# Tilsynet med Efterretningstjenesterne
Tilsynet med Efterretningstjenesterne (forkortet TET) er et kontrolorgan der fungerer politisk uafhængigt. Tilsynet har ansvaret for at føre kontrol med de danske efterretningstjenester, Politiets Efterretningstjeneste (PET), Forsvarets Efterretningstjeneste (FE) samt Center for Cybersikkerhed (CFCS) og sikre at disse arbejder indenfor lovens og deres mandaters rammer. Tilsynet erstattede 1. januar 2014 Kontroludvalget vedrørende Politiets og Forsvarets Efterretningstjenester (Wamberg-udvalget) der siden 1964 havde udøvet kontrol med efterretningstjenesterne.
Tilsynet består af 5 medlemmer udpeget af justitsministeren i samarbejde med forsvarsministeren og Udvalget vedrørende Efterretningstjenesterne. Formanden bliver udpeget efter indstilling fra Østre og Vestre landsret og skal være uddannet landsdommer mens de resterende medlemmer bliver valgt  i samarbejde med de siddende medlemmer af tilsynet. Tilsynets medlemmer er udpeget i perioder på 2-4 år med mulighed for forlængelse i yderligere fire år.
Underlagt tilsynet er et mindre sekretariat der kun står til ansvar overfor tilsynet.
Tilsynet udgiver årligt en redegørelse der belyser efterretningstjenesternes virksomhed i forhold til lovgivningen.

## Opgaver
Tilsynets vigtigste opgaver er at PET og FE følger de love og bestemmelser der er relevante for efterretningstjenesterne, her tænkes især på:
- Måden efterretninger fremskaffes.
- Intern behandling af efterretninger, blandt andet opbevaring og tidsfrister for sletning af personoplysninger.
- Videreformidling af oplysninger til eksterne samarbejdspartnere.
- Forbuddet mod at indhente oplysninger på personer der er fysisk hjemhørende i Danmark hjemhørende udelukkende på baggrund af disses lovlige politiske aktiviteter.
- Opfølgning på klager fra personer der mener at efterretningstjenesterne uberettiget indhenter oplysninger om pågældende (indirekte aktindsigt).
- Indgreb i meddelelseshemmeligheden.

## Medlemmer
Tilsynet med efterretningstjenesterne har følgende medlemmer
- Lars Bay Larsen, fhv. højesteretsdommer og vicepræsident ved EU-domstolen (formand) (2025- )
- Gitte Lillelund Bech, selvstændig rådgiver i LillelundBech ApS (2025- )
- Anne H. Steffensen, administrerende direktør i Danske Rederier (2025- )
- Pernille Knudsen, viceadministrerende direktør i Dansk Arbejdsgiverforening (2025- )
- Rasmus Blaabjerg, advokat og partner hos Civitas Advokater (2025- )[1]

Tidligere formænd for tilsynet
- Michael Kistrup, landsdommer, Østre Landsret (2017-2024)
- Ulla Staal, landsdommer, Østre Landsret (2014-2017)

Tidligere medlemmer af tilsynet
- Pernille Christensen, juridisk chef, Kommunernes Landsforening (2017-2024)
- Henrik Udsen, professor, Københavns Universitet (2017-2024)
- Rebecca Adler-Nissen, professor, Københavns Universitet (2019-2024)
- Jesper Fisker, direktør, Kræftens Bekæmpelse (2022-2024)
- David Hellemann, koncerndirektør, Nykredit (2020-2022)
- Erik Jacobsen, bestyrelsesformand, Roskilde Universitet  (2014-2020)
- Jørgen Grønnegård Christensen, professor, Aarhus Universitet (2014-2019)
- Pernille Backhausen, partner, Sirius Advokater (2014-2017)
- Adam Wolf, direktør, Danske Regioner (2014-2017)
- Karsten Ohrt, direktør, Ny Carlsbergfondet (2014)